# هان چینگلینگ
هان چینگلینگ (انگلیسی: Han Qingling؛ زادهٔ ۱۶ دسامبر ۱۹۶۰) بازیکن زن بسکتبال اهل چین بود. وی در بازی‌های المپیک تابستانی ۱۹۸۸ شرکت کرده‌است.